# Манжерок (курорт)
Всесезонный курорт «Манжеро́к» — круглогодичный горнолыжный курорт в Республике Алтай, расположен у озера Манжерокского (единственного теплого озера в Республике Алтай) у подножия горы Малая Синюха. Находится в 36 километрах езды от аэропорта Горно-Алтайска.
Расположен в Майминском районе, с. Озёрное, район оз. Манжерокское, с юго-восточной стороны.

## История
Курорт «Манжерок» начал свое существование в 2010 году. В этот год была запущена первая канатная дорога и первые три корпуса гостиничного комплекса.
С 2012 года управлением всесезонного курорта «Манжерок» занимается Сбербанк (Сбер), который с 2018 года начал развивать объект.
По итогам 2022 года курорт посетили более 560 тысяч человек.
2 февраля 2023 года на курорте «Манжерок» прошёл этап розыгрыша Кубка России по горнолыжному спорту. Также в рамках кубка был проведён турнир «Кубок курорта Манжерок», участниками которого стали 122 профессиональных спортсмена из Аргентины, Сербии, Казахстана, Беларуси и России.
В июне 2023 года Сбер объявил об открытии на курорте пятизвездочного отеля, который стал самым большим отелем премиум-класса в Сибири.
15 сентября 2023 на курорте состоялось открытие экспозиции скульптора Даши Намдакова «Трансформация», которая стала первой в серии выставочных проектов на территории курорта.
2 декабря 2023 состоялось официальное открытие всесезонного курорта «Манжерок»; вслед за первым отелем объявлено о строительстве второго.

## Инфраструктура
Инфраструктура курорта «Манжерок» включает 3 канатные дороги, 22 км горнолыжных трасс, 13 км трасс байк-парка.
На территории курорта работает тематический парк «Хранитель Большого Алтая», находящийся на вершине горы Малая Синюха, и имеющий 3 тропы общей протяженностью 5 км.

## Награды
В 2022 году Манжерок стал лауреатом национальной премии «Горы России» в двух номинациях: «Лучший в России горнолыжный курорт для семейного отдыха» и «Инвестиционный проект года». Ранее он был назван лучшим курортом России для семейного горнолыжного отдыха в сезоне 2019—2020. С 2018 года курорт признавался лучшим по версии Ski Business Awards и был удостоен восьми наград.

## «Манжерок» в искусстве
18 августа 1966 года в «Манжероке» прошло открытие фестиваля «Алтай-66», который был проведен в знак дружбы между народами Монголии и Советского Союза. Этому мероприятию была посвящена песня «Манжерок» советской певицы Эдиты Пьехи: «Дружба — это Манжерок, верность — это Манжерок. Это место нашей встречи — Манжерок».
В 1997 году российский электронный композитор Алексей Чернорот (Компас Врубель) выпустил альбом «Манжерок». Название работы обусловлено тем, что детство и юность музыкант провел на Алтае.